# Alan van der Merwe
Alan van der Merwe (Johannesburgo; 31 de enero de 1980) es un expiloto sudafricano de automovilismo de velocidad, empresario y actual conductor del coche médico de la Fórmula 1.

## Trayectoria profesional
Van der Merwe ganó, en 2001, la Fórmula Ford Festival. En 2003, fue el campeón de la Fórmula 3 Británica, y condujo para la Super Nova Racing en la Fórmula 3000 Internacional en 2004.
En 2005 y 2006, Van der Merwe corrió en la A1 Grand Prix dentro del equipo sudafricano con finalizando en séptima posición en Nueva Zelanda. En 2006, se une al Bonneville 200 MPH Club, conduciendo una BAR-Honda  a velocidades superiores a

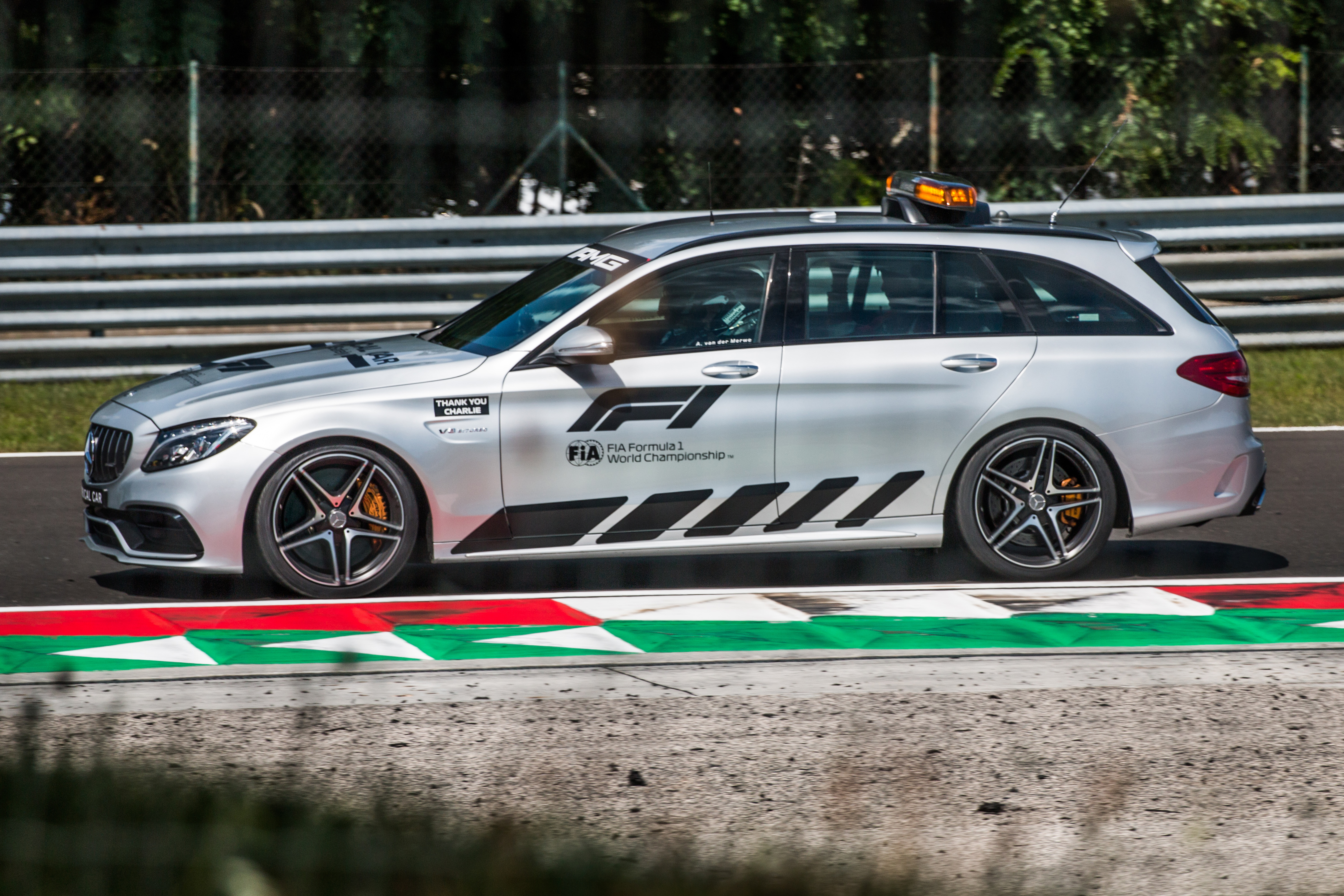
Alan van der Merwe conduciendo el coche médico Mercedes C63 S T-Modell en el Gran Premio de Hungría de 2019.

400 kilómetros por hora para su proyecto Bonneville 400; consistió en intentar establecer un registro de velocidad en el famoso Salar de Bonneville. En 2008, conduce para James Watt Automotive en los 1000 km de Silverstone, que forma parte del Le Mans Series del año 2008, acabando en 33.º posición tras completar 159 vueltas. Regresó a la A1 Grand Prix en 2009 en la carrera de Brands Hatch.
Van der Merwe es el conductor oficial del coche médico de la FIA en la Fórmula 1 desde 2009, año de su retiro como piloto.
En el Gran Premio de Baréin de 2020, desempeñó un papel fundamental asistiendo al conductor Romain Grosjean tras su grave accidente.

## Resumen de carrera
| Temporada | Cat.                                 | Equipo                | Carreras | Poles | Victorias | Puntos | Pos. |
| --------- | ------------------------------------ | --------------------- | -------- | ----- | --------- | ------ | ---- |
| 2001      | Fórmula Ford Festival                | ?                     | 1        | 0     | 1         | NC     | 1.º  |
| 2001      | Campeonato Británico de Fórmula Ford | ?                     | 14       | 2     | 1         | ?      | 2.º  |
| 2002      | Fórmula 3 Británica                  | Carlin Motorsport     | 30       | 0     | 1         | 98     | 8.º  |
| 2003      | Fórmula 3 Británica                  | Carlin Motorsport     | 24       | 5     | 9         | 308    | 1.º  |
| 2004      | Fórmula 3000 Internacional           | Super Nova Racing     | 7        | 0     | 0         | 2      | 14.º |
| 2006–07   | A1 Grand Prix                        | A1 Team South Africa  | 8        | 0     | 0         | 0      | NC   |
| 2008      | Le Mans Series                       | James Watt Automotive | 1        | 0     | 0         | 2      | 37.º |
| 2008–09   | A1 Grand Prix                        | A1 Team South Africa  | 2        | 0     | 0         | 0      | NC   |
| Fuente:   |                                      |                       |          |       |           |        |      |

## Resultados

### Fórmula 3000 Internacional
(Clave) (negrita indica pole position) (cursiva indica vuelta rápida)

| Año     | Equipo            | 1     | 2      | 3     | 4       | 5     | 6     | 7       | 8   | 9   | 10  | Pos. | Puntos |
| ------- | ----------------- | ----- | ------ | ----- | ------- | ----- | ----- | ------- | --- | --- | --- | ---- | ------ |
| 2004    | Super Nova Racing | IMO 8 | CAT 12 | MON 9 | NUR Ret | MAG 9 | SIL 8 | HOC Ret | HUN | SPA | MNZ | 14.º | 2      |
| Fuente: |                   |       |        |       |         |       |       |         |     |     |     |      |        |